# Luke Patience
Luke Patience (Aberdeen, 4 de agosto de 1986) es un deportista británico que compitió en vela en la clase 470. 
Participó en dos Juegos Olímpicos de Verano, obteniendo una medalla de plata en Londres 2012, en la clase 470 (junto con Stuart Bithell), y el quinto lugar en Río de Janeiro 2016, en la misma clase.
Ganó dos medallas de plata en el Campeonato Mundial de 470, en los años 2009 y 2011, y cuatro medallas en el Campeonato Europeo de 470 entre los años 2010 y 2014.

## Palmarés internacional
| \| Juegos Olímpicos \| Juegos Olímpicos \| Juegos Olímpicos \| Juegos Olímpicos \| \| Año \| Lugar \| Medalla \| Clase \| \| ------------------ \| --------------------- \| ----------------- \| ---------------- \| \| 2012 \| Londres (Reino Unido) \| Medalla de plata \| 470 \| \| Campeonato Mundial \| \| \| \| \| Año \| Lugar \| Medalla \| Clase \| \| 2009 \| Rungsted (Dinamarca) \| Medalla de plata \| 470 \| \| 2011 \| Perth (Australia) \| Medalla de plata \| 470 \| \| Campeonato Europeo \| \| \| \| \| Año \| Lugar \| Medalla \| Clase \| \| 2010 \| Estambul (Turquía) \| Medalla de bronce \| 470 \| \| 2011 \| Helsinki (Finlandia) \| Medalla de plata \| 470 \| \| 2013 \| Formia (Italia) \| Medalla de plata \| 470 \| \| 2014 \| Atenas (Grecia) \| Medalla de oro \| 470 \| |                       |                   |       |
| Juegos Olímpicos |                       |                   |       |
| Año | Lugar                 | Medalla           | Clase |
| 2012 | Londres (Reino Unido) | Medalla de plata  | 470   |
| Campeonato Mundial |                       |                   |       |
| Año | Lugar                 | Medalla           | Clase |
| 2009 | Rungsted (Dinamarca)  | Medalla de plata  | 470   |
| 2011 | Perth (Australia)     | Medalla de plata  | 470   |
| Campeonato Europeo |                       |                   |       |
| Año | Lugar                 | Medalla           | Clase |
| 2010 | Estambul (Turquía)    | Medalla de bronce | 470   |
| 2011 | Helsinki (Finlandia)  | Medalla de plata  | 470   |
| 2013 | Formia (Italia)       | Medalla de plata  | 470   |
| 2014 | Atenas (Grecia)       | Medalla de oro    | 470   |